# 皮利皮 (克拉西利夫區)
49°42′33″N 26°49′37″E / 49.70917°N 26.82694°E
皮利皮（烏克蘭語：Пилипи）是位於烏克蘭西部的村莊，由赫梅利尼茨基州裡赫梅利尼茨基區的克拉西利夫市鎮負責管轄。該村面積0.91平方公里，海拔高度319米，2023年人口121，人口密度每平方公里186.1人。